# Thma Koul
Thma Koul (khmeră ស្រុកថ្មគោល) este un district din Cambodgia.
Este împărțit în 10 comune (khum).
| Khum (comune) | Phum (sate) |
| ------------- | --- |
| Ta Poung      | Thmar Kaul Tbaung, Paoy Yuong, Kaksekam, Paoy Samraong, Kauk Kduoch, Ang Tbaung, Tumpoung Tbaung                |
| Ta Meun       | Thma Koul Cheung, Kauk Trap, Tumneab, Ta Sei, Chrouy Mtes, Krasang, Samraong, Thmei, Ang Cheung, Tumpung Cheung |
| Ou Ta Ki      | Ou Ta Ki, Popeal Khae, Veal Trea, Tras, Prey Totueng, Prey Dach, Trang, Kakaoh                                  |
| Chrey         | Chrey Thmei, Chrey, Ka Kou, Svay Chrum, Kbal Khmaoch, Prey Totueng, Hai San, Popeal Khae, Anlong Run, Kruos     |
| Anlong Run    | Char, Sla Slak, Chab Kab, Souphi, Kruos                                                                         |
| Chroy Sdao    | Chroy Sdao, Nikom Krau, Nikom Knong, Tuol Tha Ngan                                                              |
| Boeng Pring   | Boeng Pring, Ou Nhor, Snuol Krasang, Paoy Ta Sek                                                                |
| Kouk Khmum    | Kien Kaes Muoy, Kien Kaes Pir, Ta Meakh, Chranieng, Kouk Khmum, Kandal Tboung, Kandal Cheung, Chhkae Koun       |
| Bansay Traeng | Bansay Traeng, Ta Kay, Thmei, Prey Leav, Kaong Kang, Thmea, Spean, Tuol Ta Sokh                                 |
| Rung Chrey    | Ballang Kraom, Prakeab, Kouk Khpos, Paoy Rumchek, Preah Ponlea, Rung Chrey, Tuol                                |